# Lahiri Mahasaya
Shyama Charan Lahiri (Bengala, 30 de setembre de 1828 - Benarés, 26 de setembre de 1895), més conegut com a Lahiri Mahasaya, era un iogui, guru i deixeble de Mahavatar Babaji. També es va conèixer popularment amb el nom de Yogiraj i Kashi Baba. Va reactivar la via del Kriya Ioga quan ho va aprendre d'en Mahavatar Babaji el 1861.
Mahasaya és un títol espiritual que en sànscrit es pot traduir com "gran ment". Va ser inusual entre les persones santes de l'Índia, ja que va tenir una vida familiar. Es va casar, va criar una família i treballar com a comptable del Departament d'Enginyeria Militar del govern indi britànic. Lahiri va viure amb la seva família a Varanasi en lloc d'un temple o d'un monestir. Va obtenir una notable reputació entre els religiosos hindús del segle xix.
És conegut a Occident de la mà de Paramahansa Yogananda mitjançant el seu llibre Autobiografia d'un yogui. Hi descriu com en Lahiri va ser triat per Mahavatar Babaji per reintroduir la pràctica oblidada del Kriya Yoga al món.
La seva família era de la casta bramana que vivia al poble de Ghurni, actualment és un barri de la ciutat de Krishnanagar al districte de Nadia de la província de Bengala. Va ser el fill petit del matrimoni de Muktakashi i la seva esposa Gaur Mohan Lahiri. La seva mare va morir quan era un nen, no es coneixen gaires detalls d'ella llevat que era devota de Xiva. Quan Lahiri tenia cinc anys, la casa on vivia la família es va destruir a causa d'un aiguat. Provocant el trasllat de la família a Benarés, on va viure la major part de la seva vida.
De nen, va estudiar urdú i hindi, i més tard bengalí, sànscrit, persa, francès i anglès a la Facultat de Sànscrit del Govern Indi, conjuntament amb l'estudi dels Vedes. La seva rutina diària era recitar els Vedes, banyar-se al Ganges i la practica del culte.
El 1846 es va casar amb Srimati Kashi Moni. Amb qui van tenir cinc fills. Tres nenes: Harimoti, Harikamini i Harimohini. I dos nens: Tincouri i Ducouri que eren considerats sants. La seva dona es va convertir en deixeble seva i era anomenada Guru Ma.
Lahiri trebalaval com a comptable al Departament d'Enginyeria Militar del govern anglès, feina que el va portar a viatjar per tota l'Índia. Després de la mort del seu pare, va assumir el rol de cap de família a Benarés.
El 1861 quan Lahiri Mahasaya va ser destinat a Ranikhet per realitzar la feina de comptable pel govern britànic. Va escoltar una veu que el cridava pel seu nom quan passejava un dia pels turons de la ciutat. Seguint-la muntanya amunt, va veure un sadhu (renunciant) «alt i amb una irradiació divina». Es va quedar estupefacte en veure que el sadhu coneixia el seu nom. Aquest li explicà a Lahiri Mahasaya que en vides passades havia estat el seu guru, i després el va iniciar en l'oblidada doctrina del kriyā ioga. Per tot seguint donar-li instruccions per a poder iniciar d'altres persones. Lahiri desitjava romandre amb Mahavatar Babaji, però aquest li va demanar que tornés al món per ensenyar kriya ioga, per tal que la sadhana (pràctica) del kriya es propagués arreu del món a juntament amb d'altres persones. Després Mahasaya es dedicaria a ensenyar aquestes tècniques durant la resta de la seva vida.[4]
Poc després, Lahiri Mahasaya va tornar a Benarés, on va començar a iniciar diverses persones en el camí del Kriya Yoga. Amb el temps anava augmentat el nombre de persones que volien rebre els seus ensenyaments de Kriya. Va organitzar nombrosos grups d'estudis i va fer discursos regularment sobre el Bhagavad Gita en reunions anomenades "Assemblees del Gita". Va oferir lliurement la iniciació al Kriya tant a jardiners, carters, reis, maharajas, sannyasis, propietaris familiars. A tothom independentment de la seva posició social, ja fossin hindús, musulmans o cristians. En una època on el fanatisme envers el sistema de castes era molt fort. En aquest moment, era inusual que un braman estricte s'associés tan estretament amb la gent de totes les castes. Va animar als seus estudiants a seguir als principis de la seva de cadascú, afegint les tècniques de Kriya a les que ja estaven practicant.
Va continuar el seu doble rol de comptable i de cap de família, amb el de professor de Kriya Ioga, fins al 1886, quan va ser capaç de retirar-se en una pensió. Cada cop més visitants venien a visitar-lo. Poques vegades va sortir de la seva sala d'estar, estant disponible per a tots els que buscaven el seu dàrxana. Sovint exhibia l'estat sense alè del samadhi superconscient.
Alguns dels seus deixebles més notables van ser en Panchanan Bhattacharya, Sri Yukteswar Giri, en Pranabananda, en Keshavananda Brahmachari, en Sai Baba de Shirdi, en Bhupendranath Sanyal i els pares d'en Paramahansa Yogananda. Altres persones que van rebre la iniciació al Kriya Yoga de Lahiri van ser en Bhaskarananda Saraswati de Benarès, en Balananda Brahmachari de Deogarh, el Maharaja Iswari Narayan Sinha Bahadur de Benares i el seu fill.
Va donar permís al seu deixeble, Panchanan Bhattacharya, per iniciar la Arya Mission Institution amb l'objectiu per difondre els ensenyaments del Kriya Ioga a Calcuta. La institució va publicar els comentaris d'en Lahiri sobre el Bhagavad Gita i d'altres llibres espirituals, incloent una traducció al bengalí de la Gita. El mateix Lahiri havia imprès milers de petits llibres amb passatges extrets de la Gita, en bengalí i en indi per distribuir-los gratuïtament, una idea inusual en aquella època.
El 1895 va començar a reunir els seus deixebles tot explicant-los que aviat deixaria el seu cos. Uns instants abans del seu traspàs va dir simplement: Vaig a casa. Conegueu-vos. Em tornaré a aixecar. Llavors va girar el seu cos al voltant de tres vegades, mirant cap al nord i conscientment va abandonar el seu cos entrant a mahasamadhi. Va morir el 26 de setembre de 1895, quatre dies abans de complir els 67 anys. Va ser incinerat segons els ritus brahmans hindús de Manikarnika Ghat a Varanasi.